# Hà Đông, Thiên Tân
Hà Đông (chữ Hán giản thể: 河东区, âm Hán Việt: Hà Đông khu) là một quận thuộc thành phố Thiên Tân, Cộng hòa Nhân dân Trung Hoa. Vạn Giang có diện tích 39 km², dân số năm 2004 là 680.000 người. Về mặt hành chính, quận này được chia thành các đơn vị hành chính gồm 13 nhai đạo: Đại Vương Trang, Đại Trực Cô, Trung Sơn Môn, Phú Dân Lộ, Nhị Hiệu Kiều, Xuân Hoa, Đường Gia Khẩu, Hướng Dương Lầu, Thường Châu Đạo, Thượng Hàng Lộ, Đông Tân, Lỗ Sơn Đạo, Thiết Hán. 